# Старий замок (Тернопіль)
Старий за́мок або Тернопільський замок — фортифікаційна споруда в місті Тернополі в Україні, пам'ятка архітектури національного значення. Розташований у середмісті на східному березі Тернопільського ставу на вул. Замковій, 12.
Зведений у 1540—1548 роках на лівому березі річки Серету в урочищі Сопільче для охорони південно-східних кордонів Українських земель Королівства Польського від нападів кримських татар.
У наш час від замку залишився лише палац.

## Історія

### Будівництво замку

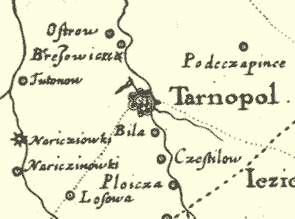
Тернопільська фортеця із 7 бастіонами (перша половина XVI століття, «Мапа України» Г. Л. де Боплана)

Перший запис у літописі Тернополя — 15 квітня 1540 року — пов'язаний з королівським дозволом на право на володіння територією сучасного міста та спорудження замку надав король Польщі Сигізмунд I Старий великому коронному гетьманові Яну Амору Тарновському. Фортифікаційна споруда мала перекрити шлях наїзникам (в основному татарським) на широких просторах від Теребовлі до Буська, де на той час не було жодного великого укріплення, хоча природні умови забезпечували захист місцевості. Будівництво замку тривало вісім років, завершилося в 1548 році (або 4 роки, 1544 року). Одночасно із замком у долині Серету насипали дамбу, звели греблю-міст, унаслідок чого річка розлилася, утворивши став.
У привілеї 1566 року згадуються тернопільська фортеця (діюча), її фундатор. У зв'язку зі значними витратами на будівництво місто звільняється від багатьох податків. Замок укріплено, добудовано сином Я. А. Тарновського — Яном Кшиштофом Тарновським. Немало коштів у добудову, розширення замку вклав Томаш Замойський, який отримав місто як придане дружини Катерини — дочки відомого українського культурного діяча і мецената князя Василя Костянтина Острозького.
З півночі замок та місто захищала річка Рудка з болотистою заплавою (нині вул. Соломії Крушельницької), з півдня — великий став В. Баворовського. У першій половині XVII століття фортечні укріплення Тернополя мали форму прямокутника. З боку міста замок захищав глибокий рів та вал, укріплений дубовим частоколом. Із заходу його омивали води штучного ставу, створеного 1548 року. Вали проходили в районі сучасних вулиць Старий Поділ, Багатої, Руської, Валової, Грушевського; замикалися на став. На відрогах валу стояло дві оборонні вежі з тесаного каменю з бійницями: Кушнірська — над ставом, неподалік Воздвиженської церкви, та Шевська — на краю заплавних лугів, приблизно в районі теперішнього парку імені Тараса Шевченка. В'їхати у замок можна було зі сходу через кам'яну браму з підйомним мостом на ланцюгах.
Основною замковою спорудою був житловий палац, через природне розташування замку його звели різноповерховим: окрім 3-х основних поверхів (які виднілися з боку міста) — 2 підземних, що відкривалися з крутого берега ставу 2-а рядами бійниць. Із заходу мав додаткові поверхи казематів, складів, у підмурівках були бійниці; знаходилася в'язниця. Поруч знаходилися інші споруди: пекарня, кухня, стайні. Замковий арсенал (розміщувався в оборонних вежах) мав гармати, гаківниці, мушкети, порох, ядра, олово. Для оборони замку утримувалася невелика залога. Великий дитинець використовувався для вимуштрування солдатів. До кінця XVII століття всі мешканці міста платили від кожного дому по 10 грошів.

### Війни та напади татар

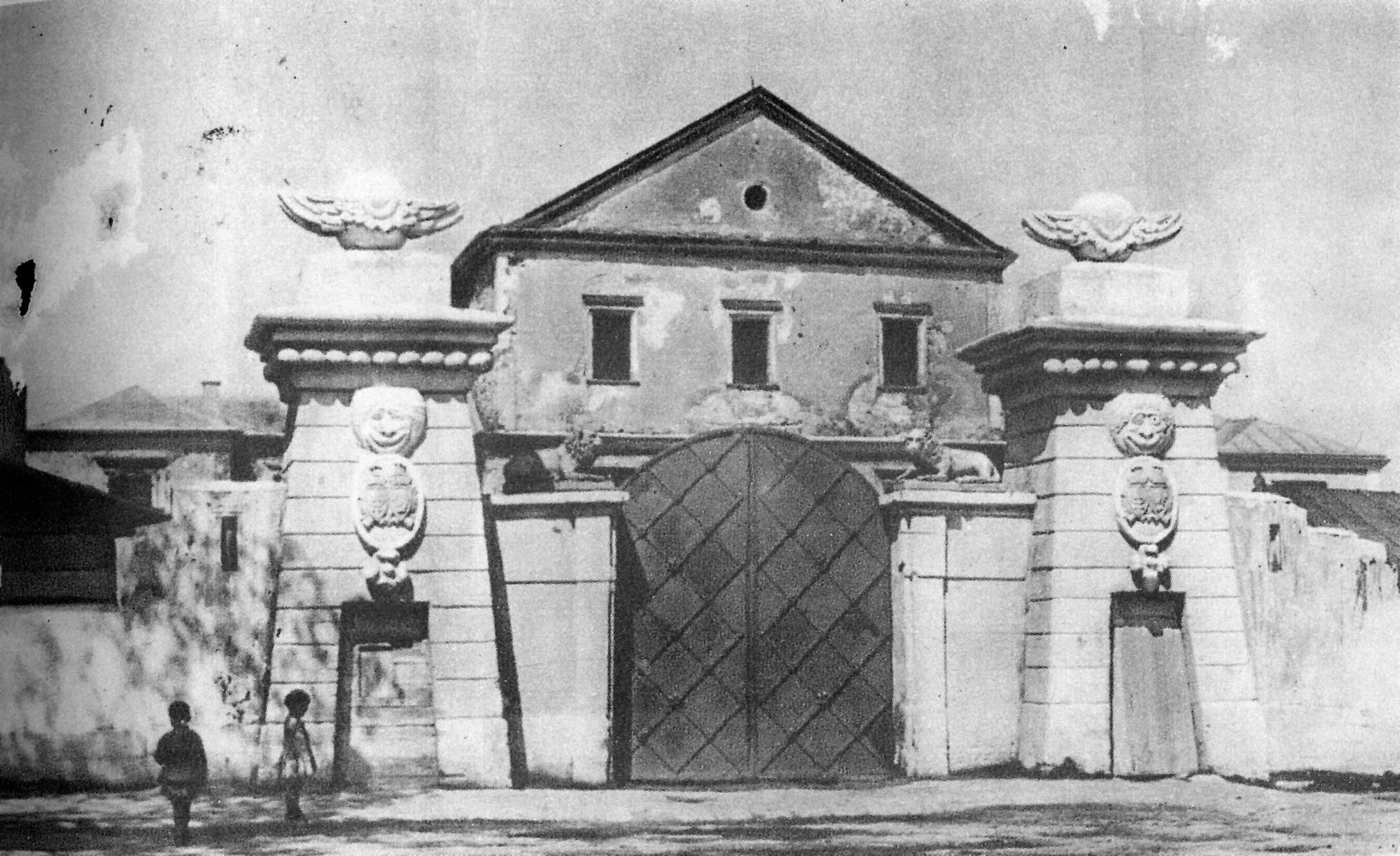
Тернопільський замок на початку ХХ століття

Упродовж своєї історії Тернопільський замок часто піддавався різним нападам і руйнаціям. Кожний такий похід кочівників завдавав значних пошкоджень будівлі.Під час будівництва в 1544 році, татари намагалися напасти на місто, проте завдяки захисту міського ополчення, яке очолювали Бернард Претвич, Ян Гербурт, Олександр і Прокоп Сенявські, вдалося стримати татарську навалу до підходу лицарських сил з-під Сандомира. Серйозних руйнувань замок зазнав у 1575, 1589, 1672 роках. У 1675 році турецький паша Ібрагім Шишман отаборився біля Тернополя, взявши місто в облогу.
Під час нападів татар і турків у 1544—1675 роках міщани ховалися в підземеллях замку, пристосованому до тривалої оборони. Підземні ходи зв'язували замок із Надставною, Середньою і Монастирською церквами, костелами домініканців та єзуїтів, синагогами; можливо, під ставом — із Загребеллям.
1621 року власник міста Томаш Замойський реставрував замок; приймав тут королевича Владислава IV Вазу.
1657 року майбутній київський каштелян Миколай Подльодовський гербу Яніна (пол. Mikołaj Podlodowski) брав участь у переслідування армії Д'єрдя II Ракоці, в липні поставив у замку свою залогу з кількох корогов.
Відомості про замок, місто і став відомі зі «Щоденника подорожі» німецького мандрівника Ульріха фон Вердума, який подорожував територією сучасної Тернопільщини в липні 1671-го — січні 1672 року.
1675 року турки з татарами спалили замок, зруйнували укріплення, підірвали обидві вежі (їх більше не відбудовували).
Замок відбудовувався наприкінці XVII — на початку XVIII ст.

### XIX століття
1810 року росіяни організували в замку «танцювальне казино», де губернатор Тернопільського краю Іґнатій Тейльс влаштовував великосвітські бали.
На початку XIX століття дідич міста Францішек Коритовський надав кошти для перебудови замку під палац: тоді знесено оборонні укріплення, вежі, брами, оточено звичайним муром. З південного боку збудовано триповерховий Новий замок (Замковий палац), зведено нові в'їзні ворота — з вузькими хвіртками, двома мурованими пілонами.
1843 року останній власник Тернополя Т. Туркулл продав замок міській громаді, яка передала його австрійському війську під касарні (казарми).
Влітку 1873 р. старого замку дісталася пожежа. В її результаті вибухали гарматні снаряди. Уламки розлетілися на луку біля ставу і трава тут горіла. Мешканцям доводилось пізніше водити худобу на пасовище за місто. У липні 1875 р. спалахнула стайня біля Нового замку (там зараз готель «Тернопіль»). Згоріла єдина в місті театральна зала. Знову запалав старий замок. Постраждали військові казарми та будинки біля замку, які були вкриті соломою. Місто отримало збитків на 40 тис. зл. рин. Замок було відбудовано швидко, до вересня, але ремонт не врахував його архітектури, а тому оригінальність була втрачена.

### Замок на початку XX століття
Російські війська, відступаючи з міста, 21 липня 1917 року спалили Старий замок. 15 квітня 1931 року посвячений відбудований замок; у ньому діяли Піхотна школа підхорунжих резерву, від 1936-го — Науковий комітет ім. Баворовських, що мав цінну збірку рукописів і документів.

### Друга світова війна

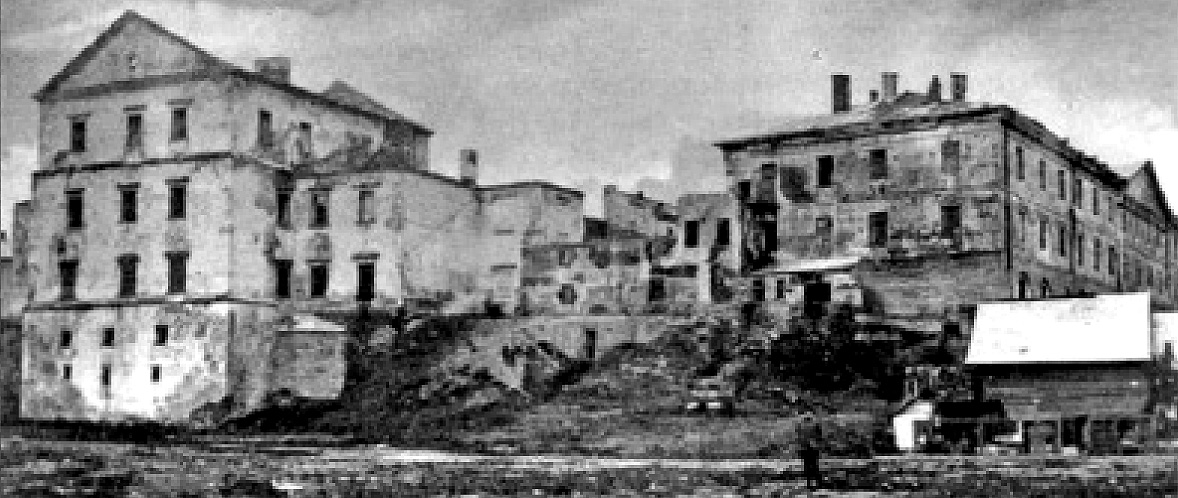
Старий і Новий замок Тернополя після Першої світової війни

У квітні 1944 року Старий замок — один з останніх пунктів оборони гітлерівців; зруйнований військами Червоної армії. Руїни Нового замку після війни розібрані, на його місці нині — готель «Тернопіль», також розібрані мури, брама.

### Реставрація замку. Сучасність
Старий замок відбудований 1956 р. Діє як Палац спорту, тут розташована обласна спортивна установа, від 1969-го — спортивна школа з класичної (греко-римської) боротьби. Від первісного замку збереглася нижня (цокольна) частина, товщина стін якої — 2,5—4,5 м. Нинішня споруда — результат перебудов, що змінили його зовнішній вигляд та інтер'єри.
З боку набережної Тернопільського ставу в 1950-ті роки до замку прибудували ресторан «Хвиля» (тепер розважальний комплекс «Максим»).
Весною 2009 року міська рада Тернополя порушила питання стосовно доцільності перебування спортивної школи в стінах історичної споруди. У рамках реалізації «Програми збереження, відновлення та популяризації історико-культурної спадщини Тернополя» в замку депутати пропонують розмістити Музей історії міста, зал для почесних делегацій.

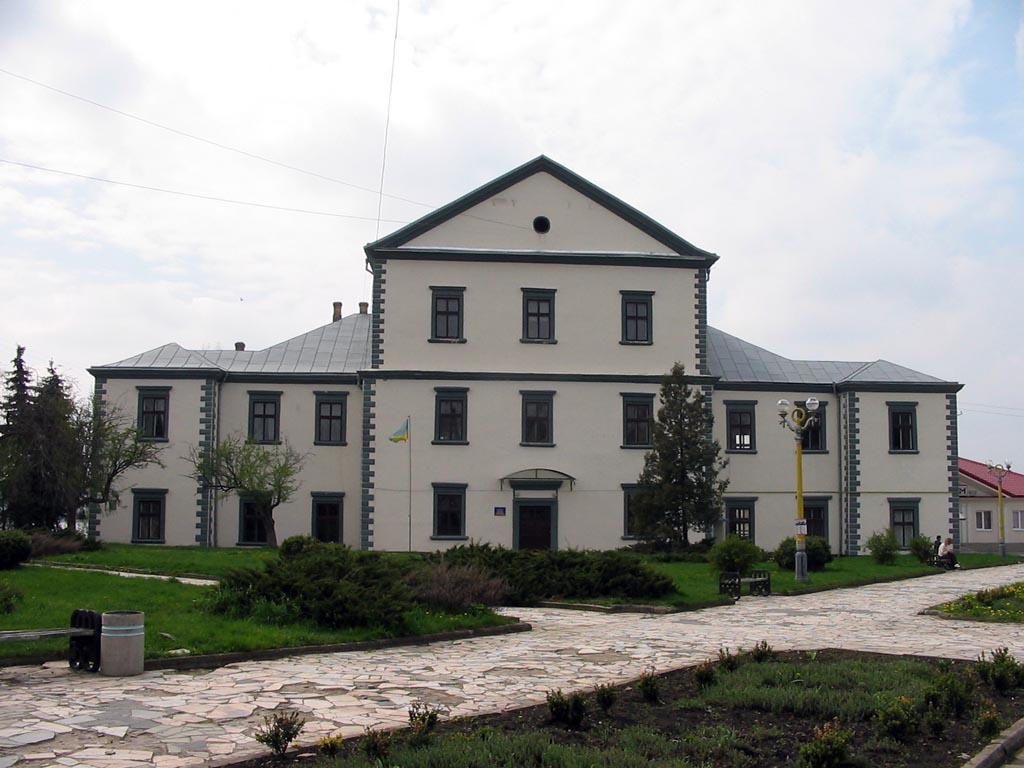
5 лютого 2006 року
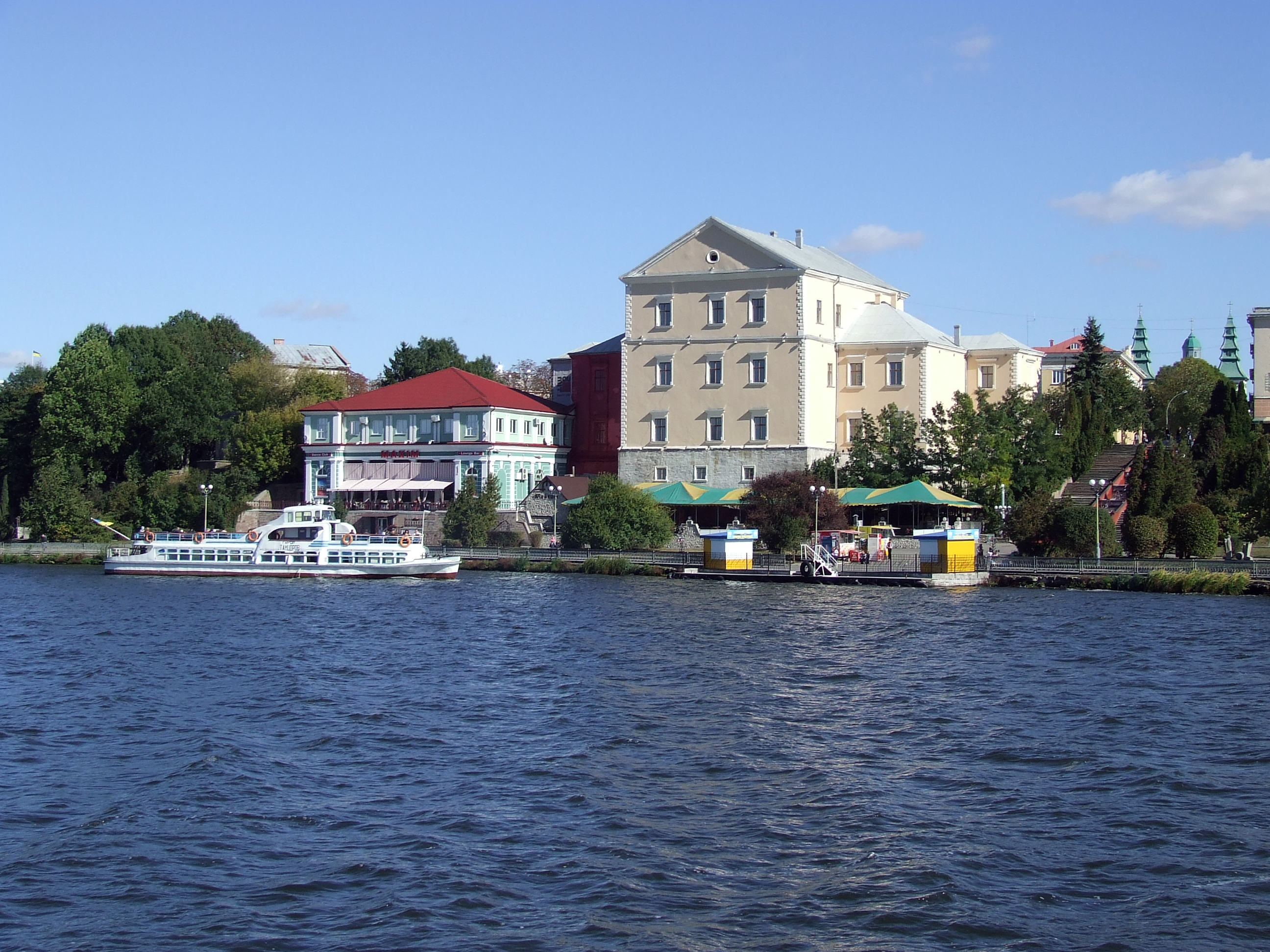
2 жовтня 2011 року
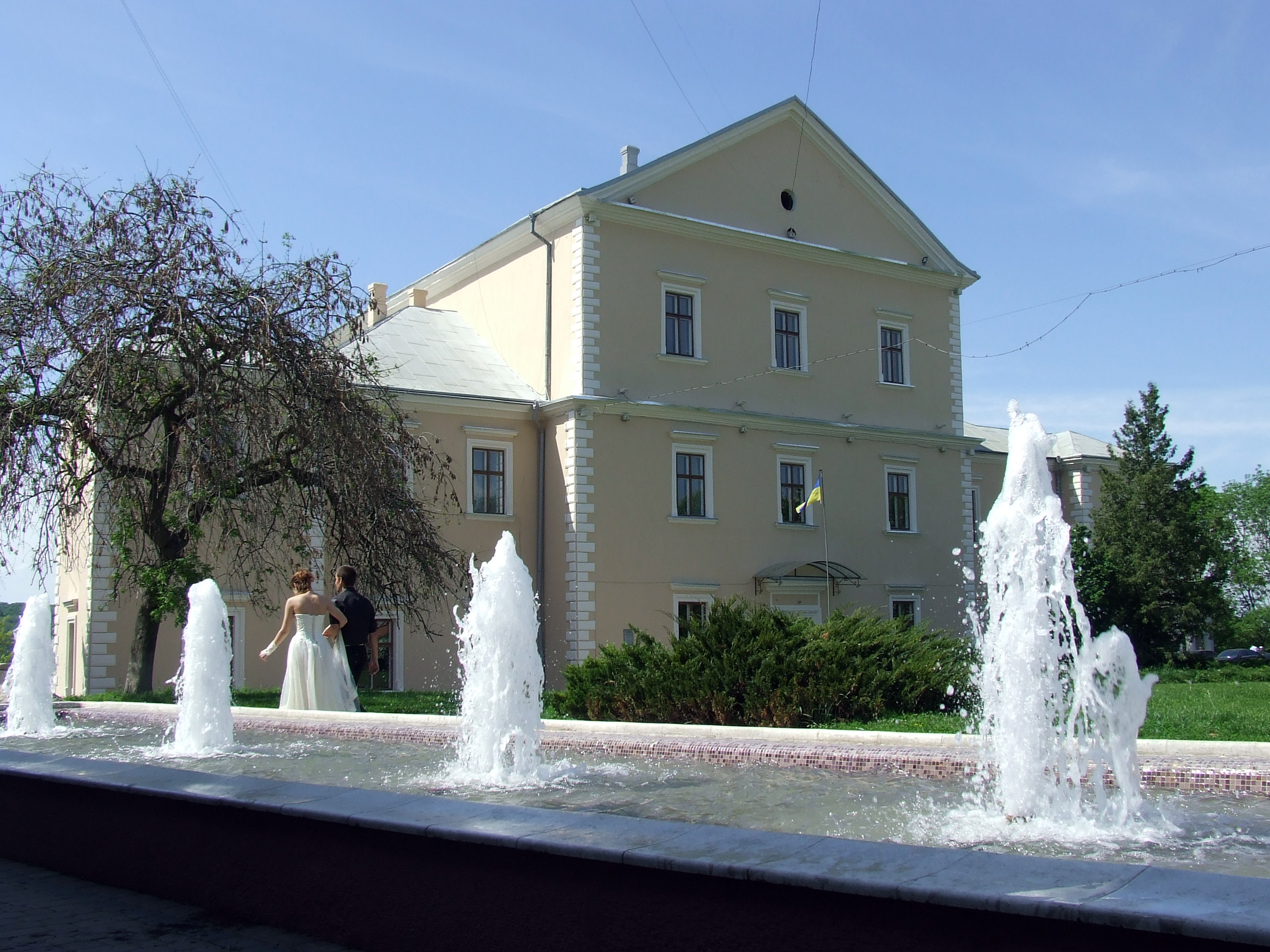
12 травня 2012 року
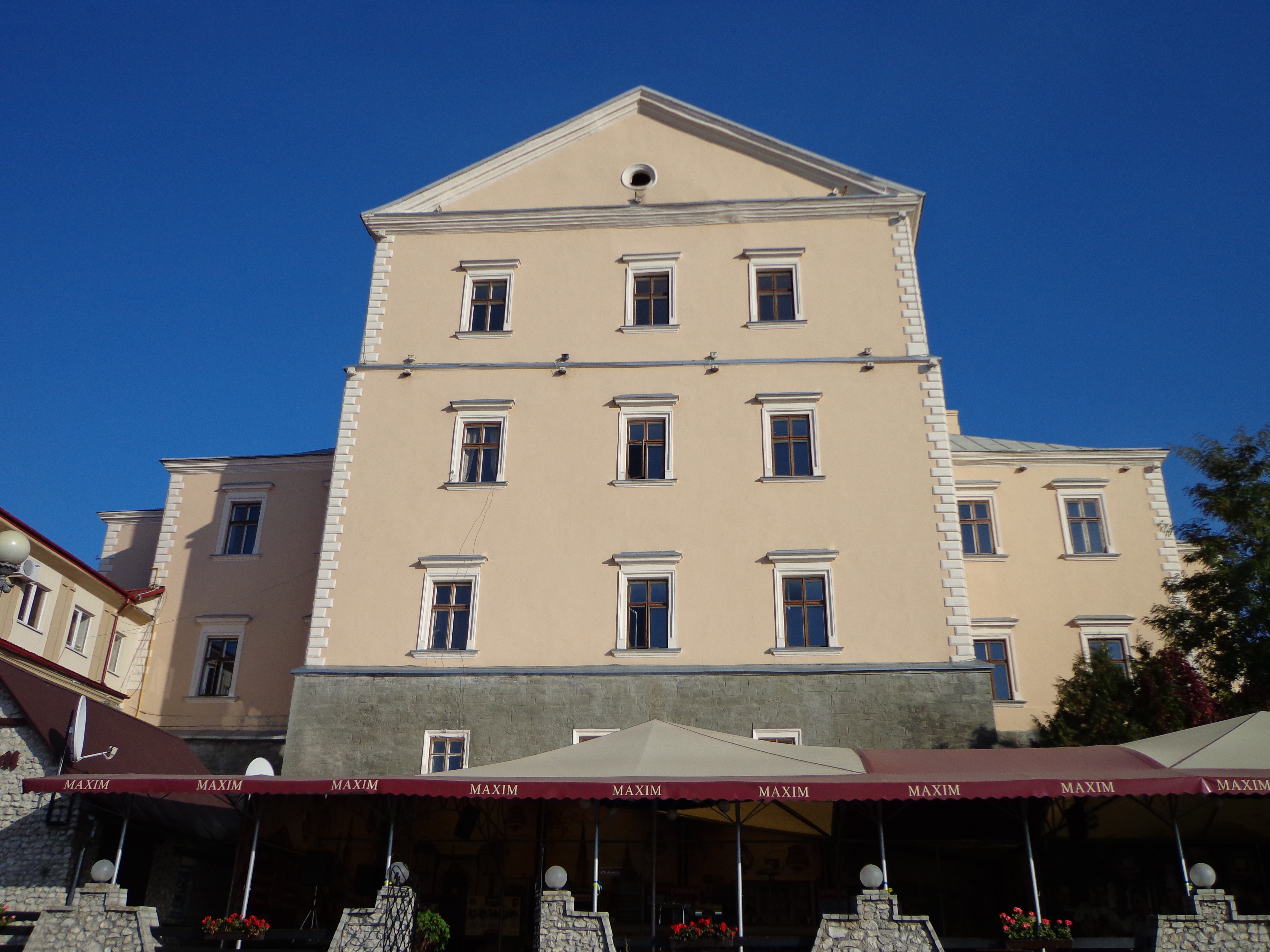
13 жовтня 2014 року
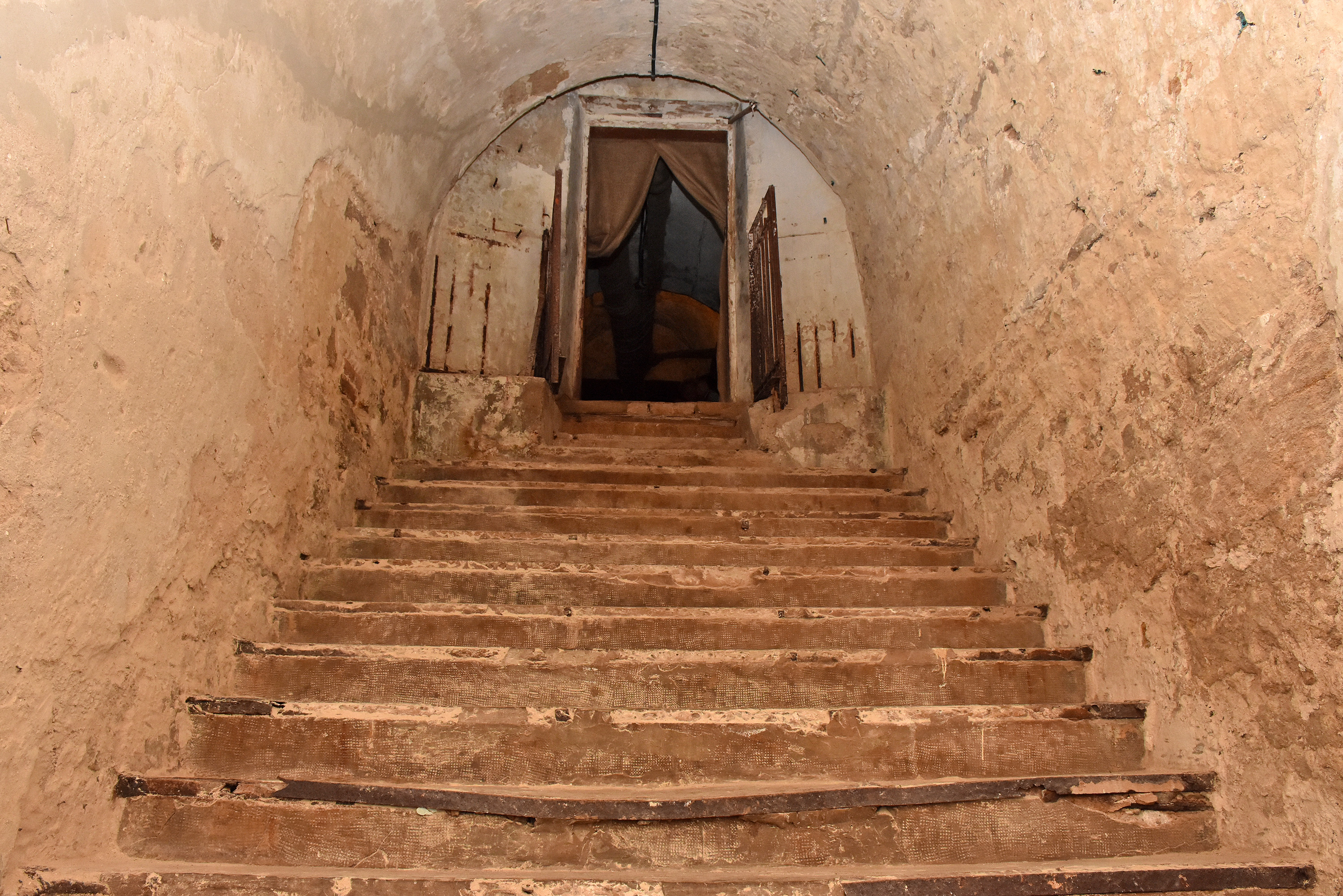
Підземелля замку
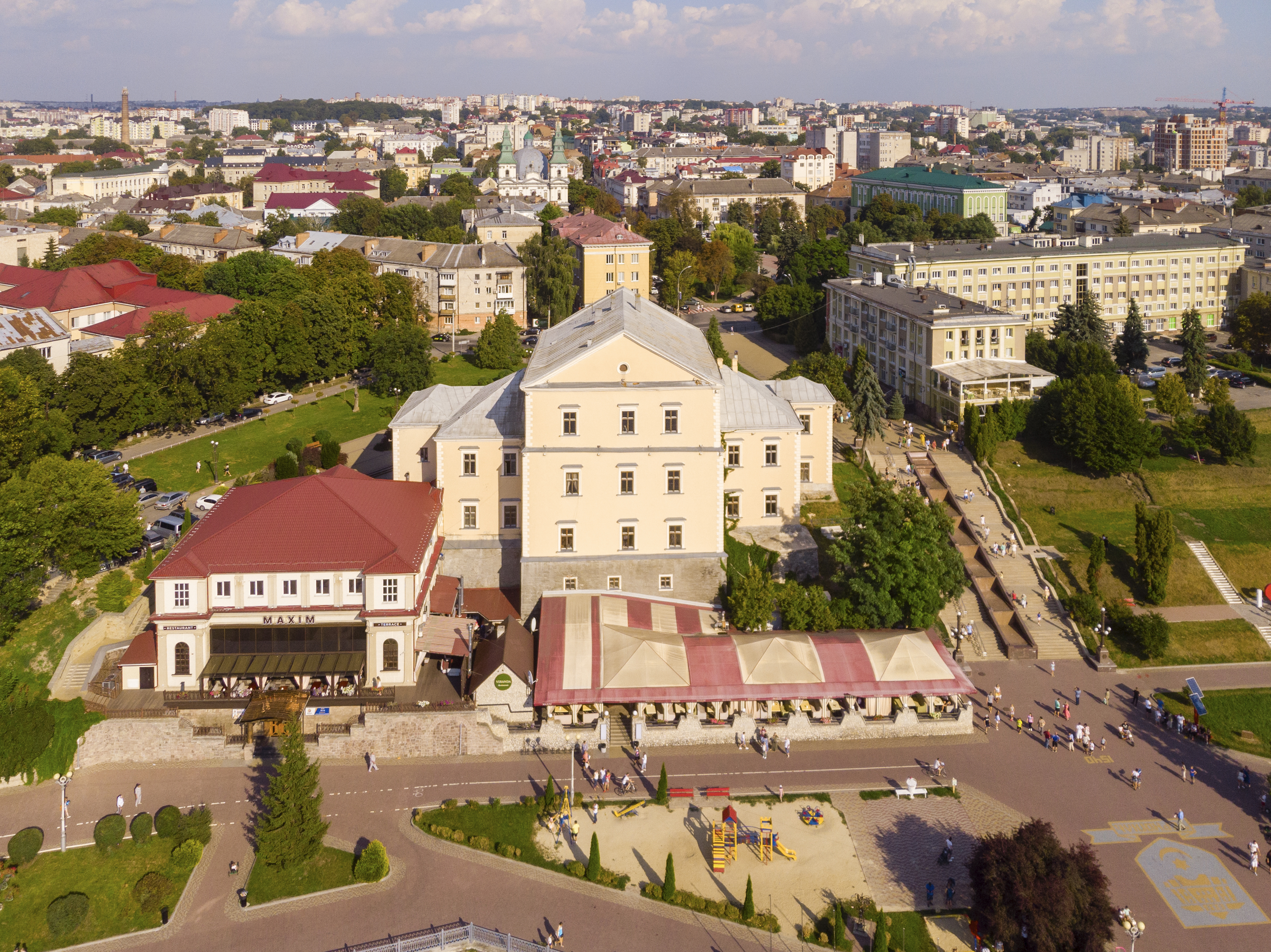
Вид на замок з повітря

## Музей міста Тернополя
15 квітня 2015 року в 475-ту річницю з часу заснування міста тернополяни започаткували створення Музею міста Тернополя, який буде діяти в підземеллях замку. Відкриття планувалося на День міста 28 серпня.

## Тернопільський замок у культурі та мистецтві

Акварель Наполеона Орди

Тернопільський замок — символ Тернополя. Як основна геральдична фігура зображений на новому (1992) гербі Тернополя. Це також найстаріша будівля міста. За версією сайту Тернопіль. Інфо, Тернопільський замок входить до списку ТОП 11 місць у Тернополі, які варто відвідати.
Перше акварельне зображення Старого замку належить польському митцеві Наполеону Орді (1879 рік; зберігається в Національному музеї в м. Кракові, Польща).
Про Тернопільський замок написали вірші місцеві поети Любомир Гардецький, Олег Герман, Тетяна Лучка, І. Шокало та інші.

## Підземелля
Першу екскурсію підземеллями замку провели на День міста 28 серпня 2016 року.